# Heidi Hautala
Heidi Anneli Hautala (Oulu, Finlàndia, 14 de novembre de 1955) és una dirigent política ecologista finlandesa, Vicepresidenta del Parlament Europeu.
Va ser presidenta de la Lliga Verda (en finès: Vihreä liitto) de 1987 a 1991, i candidata presidencial en 2000 i 2006. En aquest últim any va arribar al 3,5% dels vots (sent la quarta força més votada amb 105.248 vots). Va ser membre del Parlament Nacional de 1991 a 1995.
Després de la incorporació de Finlàndia a la Unió Europea el 1995, va ser escollida per al Parlament Europeu en 1996. Va tornar al parlament nacional en les eleccions de 2003, tornant a ser escollida eurodiputada en el 2009. Des de l'octubre de 2017 és Vicepresidenta del Parlament Europeu.